# Hotbird 13F
O Hotbird 13F é um satélite de comunicação geoestacionário europeu construído pela Airbus Defence and Space que está localizado na posição orbital de 13 graus de longitude leste e é operado pela Eutelsat. O satélite será baseado na plataforma Eurostar-Neo e sua expectativa de vida útil é de 15 anos.

## História
A Eutelsat encomendou para a Airbus Defence and Space, em agosto de 2018, a construção de dois novos satélites de comunicação, o Hotbird 13F e o 13G, para substituir os Hotbird 13B, 13C e 13D na posição orbital de 13 graus leste. Os satélites foram construídos com base na nova plataforma Eurostar-Neo. A propulsão deles é completamente elétrica, permitindo um aumento na carga útil, de modo que os dois novos satélites conseguem fornecer a mesma quantidade de capacidade de banda Ku que o atual trio de satélites Hotbird, e com maior resistência ao bloqueio de sinal.

## Lançamento
O satélite foi lançado ao espaço em 15 de outubro de 2022, por meio de um veículo Falcon 9 de Cabo Canaveral na Flórida. Ele tinha uma massa de lançamento de 4 500 kg.

## Capacidade
O Hotbird 13F está equipado com 80 transponders de banda Ku ativos para fornecer serviços para a Europa, Oriente Médio e Norte da África.